# 草間時光
草間 時光（くさま ときみつ、1887年（明治20年）11月12日 - 1959年（昭和34年）11月12日）は、大正から昭和時代前期の公吏。政治家。俳人。東京市京橋区長、日本橋区長、大森区長。神奈川県鎌倉市長。

## 経歴
草間時福の二男として東京に生まれる。1916年（大正5年）京都帝国大学法学部政治科を卒業し東京電気秘書となる。1920年（大正9年）から鎌倉町扇ガ谷寿福寺境内に住み、1930年（昭和5年）東京へ転出した。日東印刷支配人、協調会労働課長兼司法省刑事局事務嘱託などを経て、1932年（昭和7年）東京市に奉職し、社会局福利課長、秘書課長などを歴任。1937年（昭和12年）11月、京橋区長に就任し、1939年（昭和14年）6月、日本橋区長に転じた。また、大森区長も務めた。ほか、1940年東京オリンピック大会組織委員会幹事や、大政翼賛会役員などを務めた。
戦後は、1951年（昭和26年）鎌倉市長に就任するが1期で退任した。1959年の第5回参議院議員通常選挙に全国区から立候補したが落選した。俳人の父の影響で俳句を能くし水原秋桜子に師事した。

## 親族
- 父：草間時福（俳人）[3][2]
- 嗣子：草間時彦（俳人）[3]